# Лукачевић
Лукачевић је хрватско, црногорско и српско презиме. Оно се може односити на:
- Војислав Лукачевић (1908—1945), четнички потпуковник
- Иван Лукачевић (војник) (…—1712), руски капетан српског порекла
- Иван Лукачевић (фудбалер) (1946—2003), хрватски фудбалер
- Јосип Лукачевић (рођ. 1983), босанскохерцеговачки фудбалер
- Нед Лукачевић (рођ. 1986), српски хокејиста
- Стеван Лукачевић (1860—1932), црногорски политичар